# Benkő Mihály (tanár)
Besenyői Benkő Mihály (1719 körül – Marosvásárhely, 1797. december 28.) református tanár.

## Élete
1742-től a marosvásárhelyi református kollégiumban tanult; azután osztálytanító volt ugyanott a retorikai osztályban és praeses a görög nyelvben. Ezt követően Utrechtben tanult, majd 1756 őszén a marosvásárhelyi teológiai tanszéken kapott állást. A következő év júniusában hazajött, és elfoglalta hivatalát. Az egyház vezetése több ízben felszólította, hogy vállaljon lelkészi állást a tanári helyett, de Benkő ezt mindig elutasította. 1774. május 1-jén felfüggesztették tanári állásából; utódja Basa István lett. Gróf Toldalagi Ferenc közbenjárására azonban visszakapta a heidelbergi káté oktatását, ezután mint katekéta működött.

## Munkái
- Rövid halotti tanítás. Kolozsvár. 1758. (Báró Bánffi Erzsébet Toldalagi Pálné felett Koronkán 1757-ben mondott gyászbeszéde.)
- Üdvözlő verset irt Mátyus István medicushoz, ennek orvosi értekezése alkalmával 1756-ban, Utrechtben.